# Химера
Химе́ра (др.-греч. Χίμαιρα, букв. «коза») — в греческой мифологии огнедышащее чудовище с головой и шеей льва, туловищем козы и хвостом в виде змеи; порождение Тифона и Ехидны.
В переносном смысле — необоснованная, несбыточная идея.

## Мифология
По общему мнению древних источников, Химера была существом женского рода. Вскормил её ликиец Амисодар. Первое упоминание о Химере находится в шестой песне «Илиады», в которой написано, что она была божественного происхождения — перед льва, туловище козы, хвост змеи; она извергала из пасти огонь и была бессмертна.

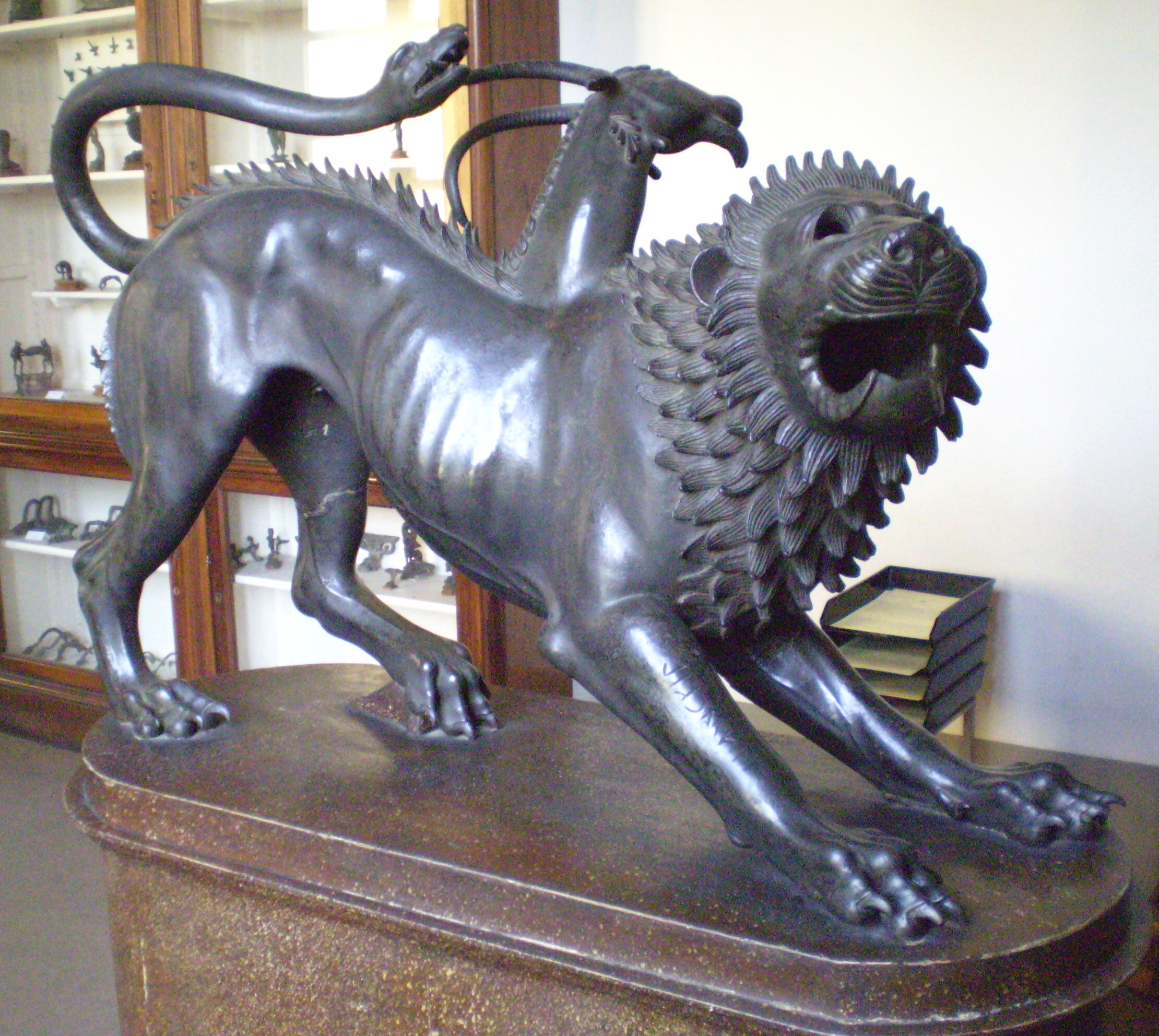
Химера из Ареццо — этрусская скульптура из бронзы. Музей археологии, Флоренция, Италия

Голова льва, брюхо козы и хвост змеи — таково самое естественное её описание, содержащееся у Гомера, однако «Теогония» Гесиода приписывает ей три головы, и так она представлена в знаменитом этрусском бронзовом изваянии из Ареццо, датируемом V веком до нашей эры. Посредине хребта у неё козья голова, на конце хвоста змеиная, на передней части туловища — львиная. Либо это чудовище о трёх головах на одном теле. Бывает редкий вариант изображения, когда львиное тело изображается не целиком, а переходит в драконий хвост. Таким образом, иконография этого существа в античном искусстве достаточно устойчива и близка к литературным описаниям. На античных инталиях встречаются даже изображения огнедышащей Химеры.
Убил её, как и было предсказано богами, красавец Беллерофонт, сын Главка, который поразил её стрелой из лука. Она упала на Алейские равнины.
В шестой песне «Энеиды» снова появляется «огнедышащая Химера»; комментатор Сервий Гонорат отмечает, что по мнению всех авторитетных учёных чудовище это было родом из Ликии, а в этом краю имеется вулкан, носящий такое название. У основания вулкана кишат змеи, на склонах много лугов и козьих пастбищ, из вершины пышет пламя и там же, наверху, логовища львов; вероятно, Химера — метафора этой необычной горы. Согласно Страбону ущелье Химера в Ликии находилось между горами Краг и Антикраг, то есть на территории между современными турецкими городами Фетхие и Калкан. Плиний Старший относил это место чуть дальше на восток, считая Химерой гору Янарташ у деревни Чиралы (тур. Çıralı) между городами Кумлуджа и Кемер. Там и сейчас находятся выходы на поверхность природного газа в концентрациях, достаточных для его открытого горения.
Согласно одной из интерпретаций это вероломная женщина, у которой было два брата: Лев и Дракон. По другой — это гора, от которой отражались солнечные лучи, а Беллерофонт разрубил её. По ещё одной интерпретации — это капитан пиратского корабля по имени Химар, у которого на носу изображение льва, а на корме дракона, а посередине — змеи.

## Влияние на культуру
Различные привидения Химеры служили в античности дурным знаком, предвестием шторма, кораблекрушения или стихийного бедствия (особенно, извержения вулкана). Химеру считали повелительницей неблагоприятных ветров, источником опасности и насылательницей заблуждений. Позднее, во времена Ренессанса, Химера превращается в символ «химерического». Слово используется для обозначения невозможного, несочетаемого. «Ложная идея, пустой вымысел».
Изобразительное искусство и архитектура
Её изображение находилось на сикионских монетах.
В Средние века под химерами подразумевались горгульи. В наше время в обиходе часто химерами называют монстров и мутантов всех возможных и невозможных видов, а также неосуществимые мечты и фантазии. В изобразительном искусстве химерами называются характерные для готики скульптурные изображения фантастических чудовищ, олицетворяющих пороки, силы зла и т. п., составляющие часть убранства соборов. Особенно известны химеры у оснований башен собора Парижской Богоматери.
Биология

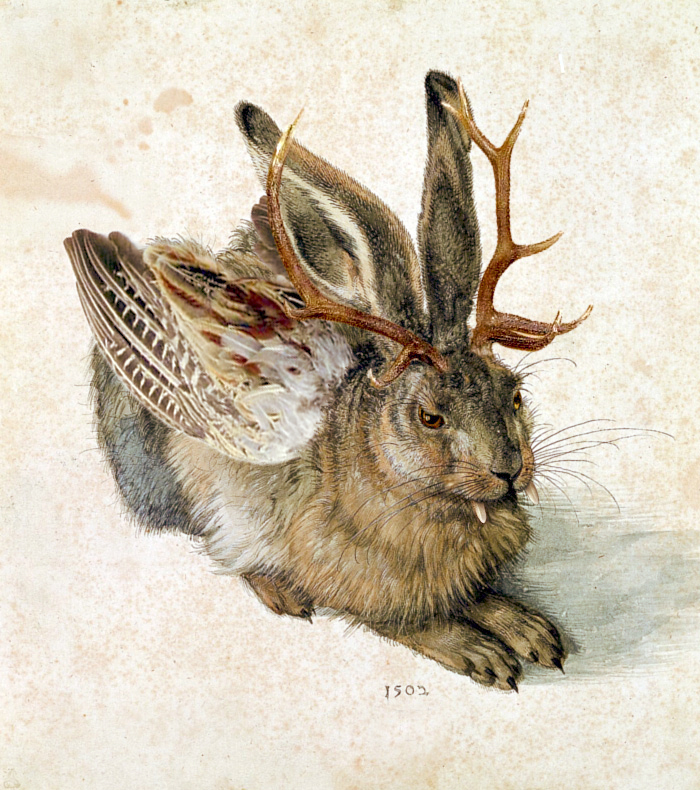
Вольпертингер — вымышленное животное, якобы, обитающее в альпийских лесах Баварии.

Химерами также называются животные или растения, разные клетки которых содержат генетически разнородный материал, в отличие от обычных организмов, у которых каждая клетка содержит один и тот же набор генов. Химеры являются частным случаем мозаицизма, возникающего в результате мутаций, рекомбинаций, нарушения клеточного деления.
Биологи назвали химерами также и отряд морских цельноголовых рыб, распространённых от шельфа до океанских глубин и являющихся в ряде стран объектом промысла.
Литература
- Bridaham L. В., Gargoyles, chimères and the grotesque in French gothic sculpture, N. Y., 1930.
- Хорхе Луис Борхес, «Книга вымышленных существ»
- Голубев Максим, «Энциклопедия чудес, загадок и тайн»
- Умберто Эко, «Баудолино»
- Макс Фрай, «Гнёзда химер»
- В книге Виктора Пелевина «Искусство лёгких касаний» значительное количество внимания было уделено химерам.

Кинематограф
- 6 октября 2009 года вышел фантастический триллер под названием «Химера» (английское название англ. Splice «соединение, слияние»)
- В фильме Джона Ву «Миссия невыполнима 2» была создана разновидность бактериологического оружия: смертельно опасный вирус «Химера».
- В сериале C.S.I.: Место преступления 4 сезон 23 серия преступник Тод Кумбс был болен химеризмом.
- В сериале Секретные материалы: 7 сезон 16 серия «Химера»
- В сериале Красавица и чудовище секретная организация «Мьюрифилд» занимающаяся скрещиванием человеческого и животного днк, использовали в качестве пароля слово 'Химера'. 1 сезон 19 серия
- в фильме «Я-четвёртый» 2011 года, собака главного героя в конце фильма обращена в химеру
- В мультсериале My Little Pony: Friendship is Magic химера появляется в 17 серии 4 сезона, однако вместо львиной головы имеет голову саблезубого тигра.
- Химеры также упоминаются в 5 сезоне сериала Волчонок
- В южнокорейском сериале «Химера» именно так называлась серия убийств, происходивших в 1984 и 2019 годах.
- В российском сериале «Химера» рассказывается о модернизации рынка наркоторговли на основе современных технологий.
- В мультсериале «Черепашки ниндзя» от канала nickelodeon 2012 года существо, именуемое химерой появляется в 7 эпизоде 3 сезона. Однако, там существо представлено в виде результата мутации ястреба, рыбы и дождевого червя. Персонажи называют зверя химерой, так как он тоже представляет собой слияние трёх животных в одном теле

Другое
- Химера как преграда к успеху. В своих книгах французский психолог Г. Лебон выделил отсутствие «химерических изысканий» у англосаксов как одну из причин их главенства в его современности.
- Альбом блэк-метал группы «Mayhem» «Chimera»
- Альбом группы «Ария» «Химера»
- Альбом группы Мельница «Химера»
- Название группы Химера и их дебютного альбома «Химера»
- Песня Филиппа Киркорова «Химера»
- Цикл картин «Химеры» Лены Хейдиз
- В игре S.T.A.L.K.E.R. химера — один из самых опасных видов мутантов; упоминается, что эти монстры создавались в лабораториях для использования в военных целях.
- Маскот голосовой библиотеки Касане Тето, выпущенной для программы UTAU, изображён в виде химеры (здесь имеется ввиду человек с крыльями летучей мыши)
- Так же химера упоминается в игре «Ведьмак»
- Химера несколько раз появляется в качестве мини-босса в играх God of War III и God of War: Ascension
- Химеры также появляются в «Стальном алхимике» и «Rosario + Vampire»

## Этнология
В пассионарной теории этногенеза «химерой» называется этническая форма и продукт контакта несовместимых (имеющих отрицательную комплементарность) этносов, принадлежащих к различным суперэтническим системам, в результате выросшие в химере люди утрачивают этническую традицию и не принадлежат ни к одному из контактирующих этносов. Химеру можно охарактеризовать как общность деэтнизированных, выпавших из этносов людей. В ней господствует бессистемное сочетание несовместимых между собой поведенческих черт, на место единой ментальности приходит полный хаос царящих в обществе вкусов, взглядов и представлений, в такой среде расцветают антисистемные идеологии. Потеря своеобразных для каждого этноса адаптивных навыков приводит к отрыву населения от кормящего ландшафта. В отличие от этноса химера не может развиваться, а способна лишь некоторое время существовать, впоследствии распадаясь — происходит своего рода этническая аннигиляция. Возникшие в недрах химеры антисистемы выступают, как правило, инициаторами кровопролитных конфликтов, либо химера становится жертвой соседних этносов. Термин введён Львом Гумилёвым.

## Астрономия
В честь Химеры назван астероид (623) Химера, открытый в 1907 году.

## Галерея

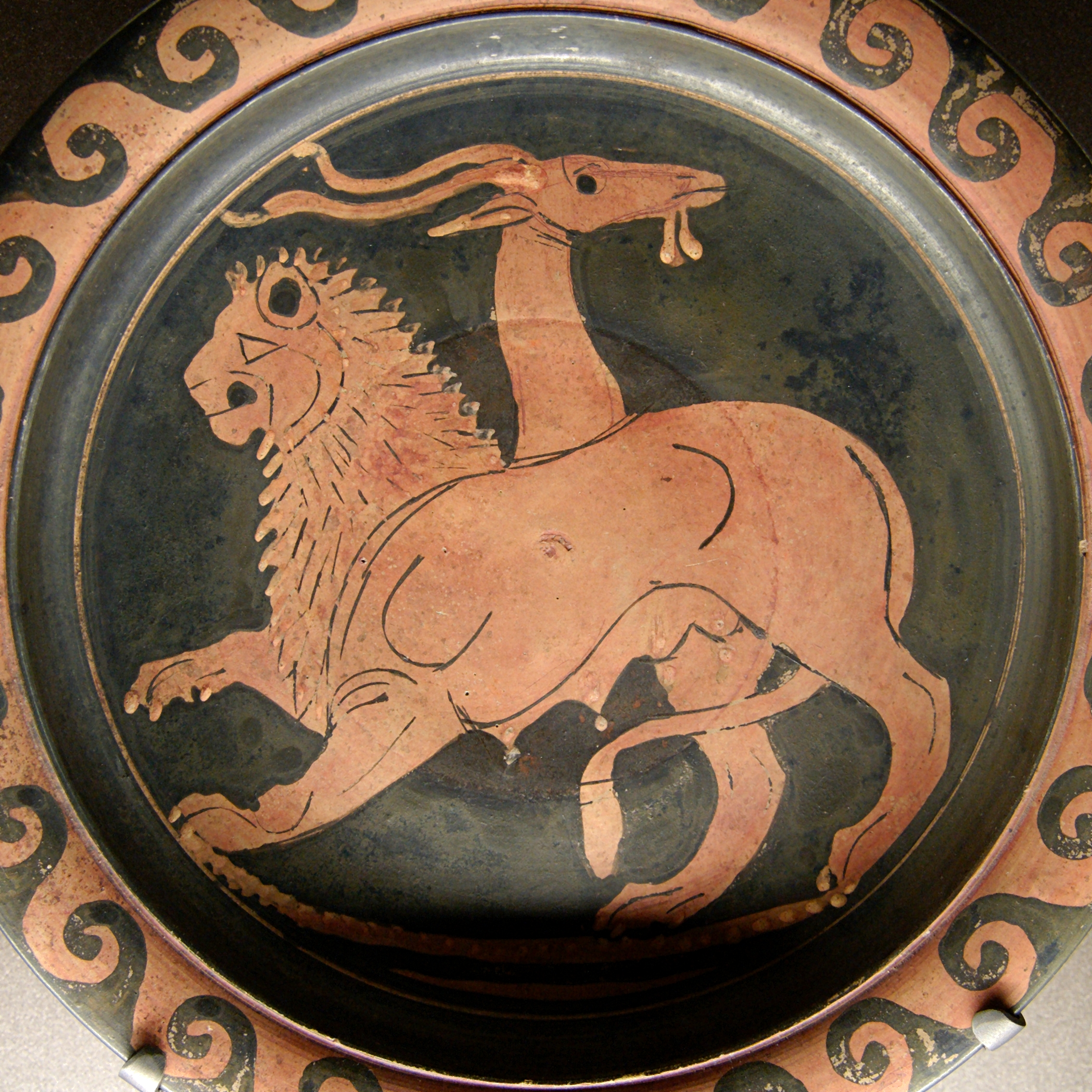
Химера, Лувр, краснофигурное блюдо, около 350-340 до н. э.
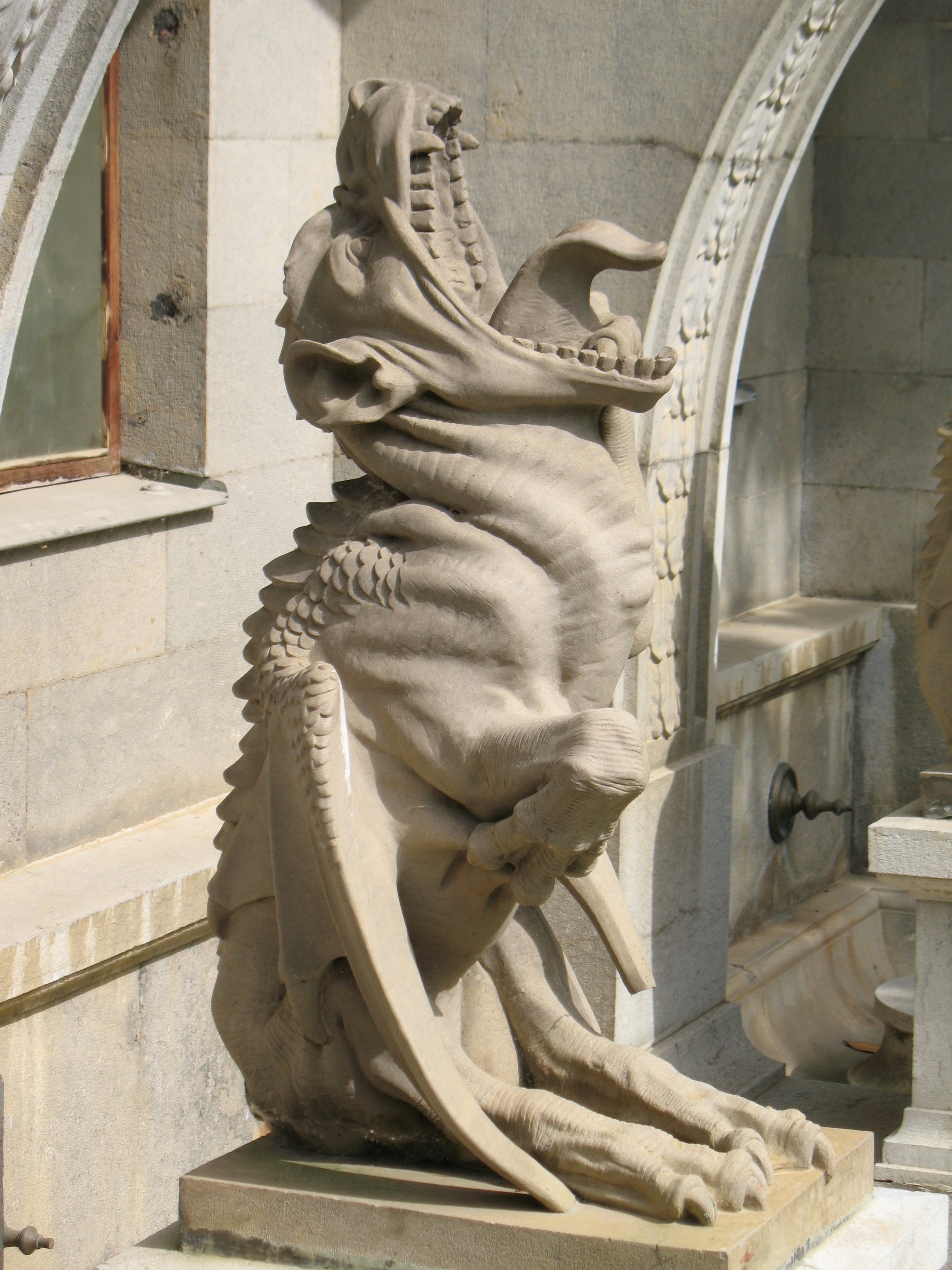
Химера, Массандровский дворец. Верхняя Массандра.
Химера в Ливадийском дворце в Крыму.
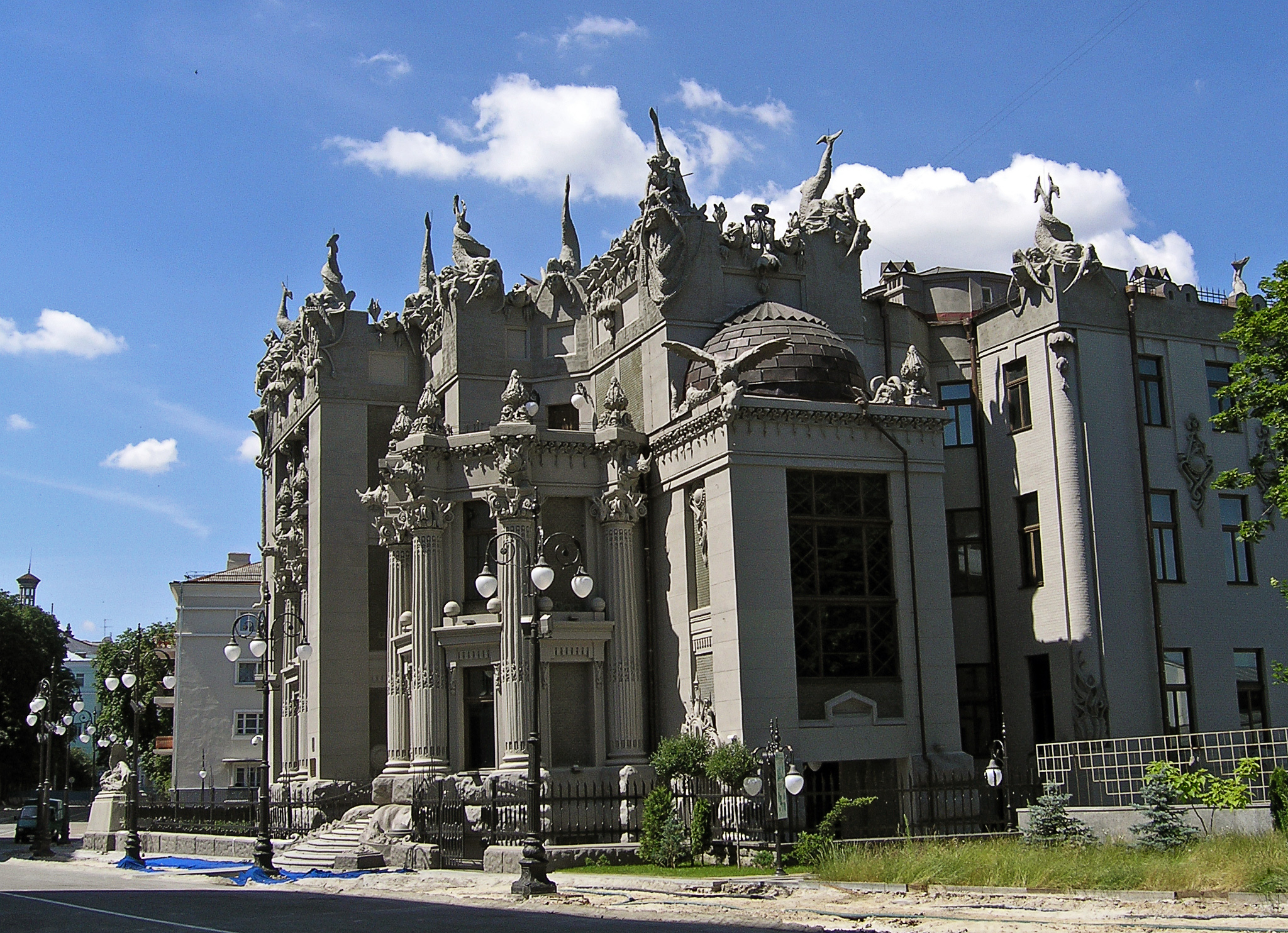
Дом с химерами. Киев.